# Dadonville
Dadonville település Franciaországban, Loiret megyében. Lakosainak száma 2363 fő (2022. január 1.). Dadonville Ascoux, Bondaroy, Bouilly-en-Gâtinais, Estouy, Pithiviers, Pithiviers-le-Vieil és Yèvre-la-Ville községekkel határos.

## Népesség
A település népességének változása:
| Lakosok száma | 735  | 1249 | 1715 | 2000 | 2485 | 2450 | 2433 | 2430 | 2404 | 2363 |
|               | 1968 | 1982 | 1990 | 2006 | 2013 | 2015 | 2017 | 2019 | 2020 | 2022 |